# Мамадиський кантон
Мамадиський кантон (рос. Мамадышский кантон, тат. Мамадыш кантоны) — адміністративно-територіальна одиниця в складі Татарської АРСР, що існувала в 1920—1930 рр. Центр кантону — місто Мамадиш. Площа — 4,8 тис. км². Населення — 170,6 тис. ос. (1926).
За даними 1926 року в кантоні було 9 волостей:
- Абдинська
- Вахитовська
- Кукморська
- Мамадиська
- Мамаліївська
- Омарська
- Сабинська (центр — с. Багаті Саби)
- Токанишевська
- Усалинська

Волості ділилися на 216 сільрад.
У 1930 році Мамадиський кантон, як і всі інші кантони Татарської АРСР, був скасований. На його території були утворені райони.

## Примітка
1. ↑  Демоскоп. Архів оригіналу за 30 грудня 2017. Процитовано 29 грудня 2017.